# Min fru går igen (teaterpjäs)
För andra betydelser, se Min fru går igen.
Min fru går igen, originaltitel Blithe Spirit, är en engelsk komediteaterpjäs av Noël Coward från 1941.

## Handling
Författaren Charles Condomine har skrivkramp och svårt att få färdigt sin nästa roman. För att få inspiration arrangerar han en seans och bjuder in mediet Madame Arcati. Dessvärre råkar Madame Arcati återkalla Charles Condomines första fru, Elvira Condomine, från de döda.

## Uppsättningar

### 1941 års originaluppsättning
Pjäsens originaluppsättning hade premiär på Piccadilly Theatre i West End, London, 2 juli 1941. Originaluppsättningen spelades 1 997 föreställningar fram till 9 mars 1946. 

#### Roller i originaluppsättningen
- Charles Condomine – Cecil Parker
- Ruth Condolmine – Fay Compton
- Elvira Condomine – Kay Hammond
- Madame Arcati – Margaret Rutherford
- Dr Bradman – Martin Lewis
- Mrs Bradman – Moya Nugent
- Hembiträdet Edith – Ruth Reeves

## Filmatiseringar
Pjäsen har filmatiserats flera gånger. Första gången var redan 1945, då en film i regi av David Lean med samma namn som pjäsen släpptes. Pjäsen filmatiserades på nytt i regi av Edward Hall 2020, även den filmen med samma namn som pjäsen.